# Miguel de Oquendo
Miguel de Oquendo i Segura, fou un almirall general espanyol. Nascut a Sant Sebastià el 1534 i mort a la mar el 1588, fou pare de l'almirall Antonio de Oquendo.
El 1575 participà amb una embarcació de la seva propietat en la jornada d'Orà. El 1582 participà com a capità general de l'esquadra militar de Guipúscoa en la batalla de l'illa Terceira a les ordres d'Álvaro de Bazán y Guzmán. En aquesta batalla derrotà la nau almirall Francesa, i hi plantà la seva bandera i se n'apoderà com a trofeu.
El 1583 prengué part en la desembarcada i conquesta de l'illa Terceira, reconeixent primer la costa per determinar el lloc de desembarcada i donant suport naval a les operacions. El 1588 al costat de Juan Martínez de Recalde fou nomenat tinent de l'Armada Invencible, per complementar els pocs coneixements mariners d'Alonso Pérez de Guzmán el Bueno y Zúñiga, duc de Medina-Sidonia. La seva nau va ser incendiada i va haver d'abandonar-la. En la tornada d'aquella desastrosa jornada va morir a la mar.